# Wingerode
Wingerode là một đô thị thuộc huyện Eichsfeld nước Đức. Đô thị này có diện tích 9,77 km², dân số thời điểm 31 tháng 12 năm 2006 là 1259 người. Đô thị này kỷ nhiệm 850 năm ngày thành lập (thời gian thành lập là năm 1146).